# Tjernootjene
Tjernootjene (bulgariska: Черноочене) är en ort i Bulgarien.   Den ligger i kommunen Obsjtina Tjernootjene och regionen Kărdzjali, i den centrala delen av landet, 200 km sydost om huvudstaden Sofia. Antalet invånare är 366.